# John Lundvik
John Hassim Lundvik (27 de enero de 1983) es un cantante, compositor y excorredor sueco. Fue parte del equipo de atletismo, IFK Växjö. Lundvik también tiene una carrera como cantante y compositor habiendo compuesto canciones para películas y para la boda de Victoria de Suecia y Daniel Westling en 2010.
En 2018, compitió en el Melodifestivalen con su canción My Turn, acabando en tercer lugar. Representó a Suecia en el Festival de la Canción de Eurovisión 2019 con «Too Late for Love». También es uno de los compositores de la canción «Bigger than us» que representó a Reino Unido el mismo año. También es uno de los compositores de «Mon Alieé (The Best In Me)», que iba a representar a Francia en Eurovisión 2020.

## Primeros años
Lundvik nació en Londres, y fue adoptado por expatriados suecos en Inglaterra cuando tenía una semana de vida. Vivió en Londres hasta los seis años hasta que su familia volvió a Suecia, asentándose en Växjö. Nunca ha conocido a sus padres biológicos.

## Carrera musical
Lundvik comenzó su carrera en la música en 2010, componiendo la canción "When You Tell the World You're Mine" para la boda real de Victoria de Suecia y Daniel Westling. Lundvik llegó a componer música para Anton Ewald, Isac Elliot, y Sanna Nielsen, además de ser el compositor musical de la película Easy Money. Ha compuesto música para series de televisión como Empire.
En 2016, Lundvik participó en Allsång på Skansen, actuando en dueto con Lill Lindfors. Participó en el Melodifestivalen 2018 con la canción "My Turn", para representar a Suecia en el Festival de la Canción de Eurovisión 2018. Se clasificó de las semifinales directamente a la final, y quedó tercero.
Participó en el Melodifestivalen 2019 con la canción "Too Late for Love", donde avanzó directamente a la final. Lundvik ganó y representó a Suecia en el Festival de la Canción de Eurovisión 2019 en Tel Aviv, Israel logrando un quinto puesto en la final del certamen.
Al mismo tiempo, compuso "Bigger Than Us", la canción ganadora de la selección británica, y la versión cantada por Michael Rice fue seleccionada para representar a Reino Unido en Festival de la Canción de Eurovisión 2019.

## Atletismo
En 2005, Lundvik fue miembro del equipo de atletismo IFK Växjö, el cual le consiguió una medalla de bronce en el campeonato sueco de 2005.

### Marcas personales
- 60 metros: 6,99 (Växjö, 3 de febrero de 2002)[14][15]
- 100 metros: 10,84 (Karlskrona, 12 de junio de 2006)[14]
- 200 metros: 22,42 (Vellinge, 17 de agosto de 2003)[14]

## Discografía

### Sencillos

#### Como artista principal
| Título                   | Año  | Posición | Álbum                           |
| Título                   | Año  | SWE      | Álbum                           |
| ------------------------ | ---- | -------- | ------------------------------- |
| "Friday Saturday Sunday" | 2015 | —        | No perteneciente a ningún álbum |
| "Love Your Body"         | 2016 | —        | No perteneciente a ningún álbum |
| "All About the Games"    | 2016 | —        | No perteneciente a ningún álbum |
| "With You"               | 2017 | —        | No perteneciente a ningún álbum |
| "My Turn"                | 2018 | 10       | No perteneciente a ningún álbum |
| "Too Late for Love"      | 2019 | 1        | No perteneciente a ningún álbum |

#### Como artista invitado
| Título                            | Año  | Álbum                           |
| --------------------------------- | ---- | ------------------------------- |
| "Open Your Eyes" ft. John Lundvik | 2015 | No perteneciente a ningún álbum |